# Goodea atripinnis
El pez de aleta negra (Goodea atripinnis)  es una especie de la familia Goodeidae. Esta especie fue descrita por David Starr Jordan en 1880 con la localidad tipo dada en León, México. Esta especie se encuentra como nativa en nueve estados federales mexicanos y ha sido introducida en Durango y en Ciudad de México. Tiene el rango de distribución más grande de todas las especies dentro de la familia Goodeidae, su rango se extiende desde Hidalgo en el este hasta Nayarit en el oeste y desde Michoacán en el sur hasta Zacatecas en el norte.